# Ludwig Katzenellenbogen

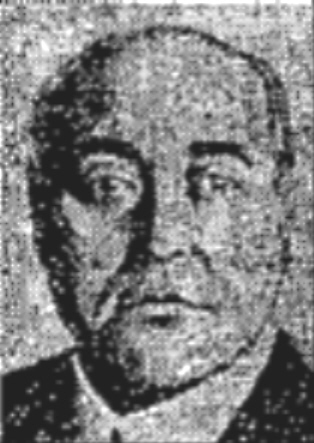
Ludwig Katzenellenbogen

Ludwig Katzenellenbogen (geboren am 21. Februar 1877 in Krotoschin, Deutsches Reich; gestorben am 30. Mai 1944 in Berlin) war ein deutscher Brauereidirektor.

## Leben
Sein Vater Adolph Katzenellenbogen (1834–1903) hatte die Alkohol-Brennerei im damaligen Krotoschin (heute Krotoszyn) gegründet. 1903 wurde Ludwig Leiter der väterlichen Geschäfte und gründete die Spiritus-Zentrale in Berlin (später verstaatlicht).
Ende 1924 erwarb ein Konsortium unter seiner Leitung ein großes Aktienpaket der Mitteldeutschen Creditbank, in der sein Vetter Albert (1863–nach 1933) im Vorstand saß. Nach dem Tod von Adolf Jarislowskys Sohn Alfred (1929) war der Weg frei für die Fusion mit der Commerzbank. Er wurde Generaldirektor der Ostwerke-Schultheiß-Patzenhofer-Brauerei in Berlin. Die Ostwerke waren ein Konzern aus Spiritus-, Zement-, Hefe-, Glas- und Maschinenfabriken und gerieten nach der Übernahme der Schultheiß-Patzenhofer-Brauerei und infolge der Wirtschaftskrise Ende der 1920er Jahre in Schwierigkeiten. Katzenellenbogen gehörte der Gesellschaft der Freunde an. Noch zum Ende der 1920er Jahre gehörte Katzenellenbogen neben weiteren 10 Personen wie u. a. Assessor a.D und Bankier Kurt Landsberg, Otto Binswanger, Hugo Jost, Curt Sobernheim dem Aufsichtsrat der Sächsisch-Thüringischen Portland-Cement-Fabrik Prüssing 6 Co. K.G auf Aktien zu Göschwitz/Saale an.
Bis 1929 war er verheiratet mit Estella Marcuse, der Tochter eines Arztes. Ihre Kinder waren der Politologe Konrad Kellen (1913–2007) und die jüngeren Schwestern Estella und Leonie. 1930 heiratete er die Schauspielerin Tilla Durieux.
1931 wurde er in Finanzskandale verwickelt. Er hatte bei mehreren Banken Kredite aufgenommen, ohne die Banken jeweils über die anderweitig bestehenden Kredite zu informieren. Zudem hatte er einen gefälschten Börsenprospekt vorgelegt. Er wurde im Oktober 1931 verhaftet, saß mehrere Monate in Untersuchungshaft und wurde am 18. März 1932 zu drei Monaten Gefängnis und 10.000 RM Geldstrafe verurteilt, wobei große Teile der Anklage fallen gelassen wurden.
1933 flüchtete er mit Tilla Durieux erst nach Ascona in der Schweiz und emigrierte von dort 1935 nach Zagreb (Königreich Jugoslawien), wo eine entfernte Verwandte seiner Frau lebte. Während diese versuchte, in Belgrad für beide ein Visum zur Emigration in die USA zu bekommen, wurde sie vom deutschen Bombenangriff und Überfall auf Belgrad im April 1941 überrascht und so von ihrem Mann getrennt. Katzenellenbogen wurde 1941 in Saloniki von der Gestapo verhaftet und ins KZ Sachsenhausen nördlich von Berlin verschleppt. Er starb 1944 im Jüdischen Krankenhaus Berlin.

## Gedenken

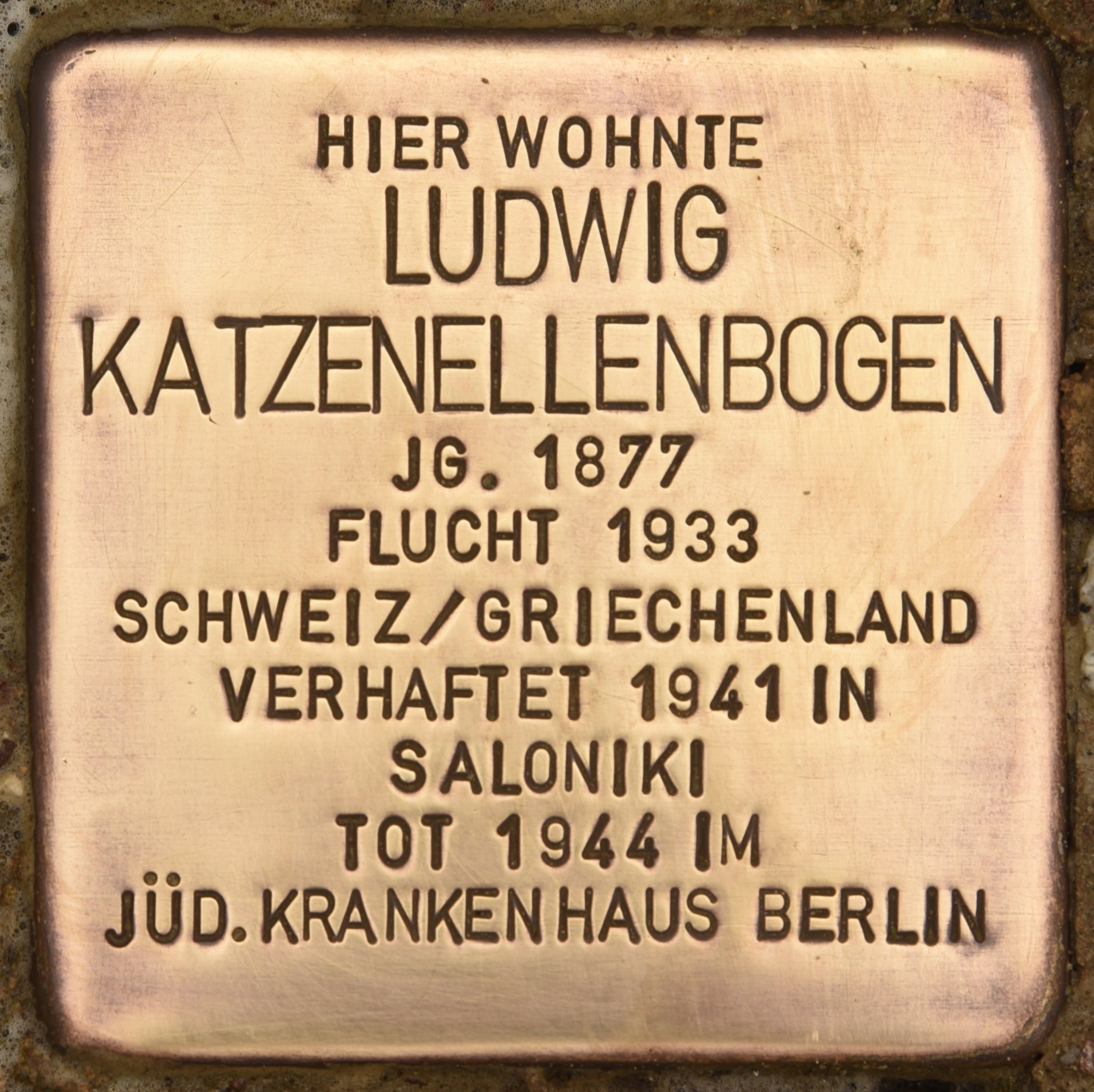
Stolperstein in Liebenwalde

In Liebenwalde wurden für Ludwig Katzenellenbogen und weitere Familienmitglieder vom Künstler Gunter Demnig Stolpersteine verlegt.